# Ампецо
Ампецо (итал. Ampezzo) је насеље у Италији у округу Удине, региону Фурланија-Јулијска крајина.
Према процени из 2011. у насељу је живело 813 становника. Насеље се налази на надморској висини од 552 м.

## Становништво
Према резултатима пописа становништва 2011. у општини је живело 1.030 становника.
| 1931. | 1936. | 1951. | 1961. | 1971. | 1981. | 1991. | 2001. | 2011. |
| ----- | ----- | ----- | ----- | ----- | ----- | ----- | ----- | ----- |
| 2.413 | 2.272 | 2.472 | 2.128 | 1.944 | 1.522 | 1.287 | 1.161 | 1.030 |